# Eudryas
Eudryas es un  género de lepidópteros de la familia Noctuidae. Es originario de América.

## Especies
- Eudryas brevipennis Stretch, 1872
- Eudryas grata – Beautiful Wood Nymph Fabricius, 1793
- Eudryas unio – Pearly Wood Nymph Hübner, [1831]